# Mike Wieringo
Michael Lance Wieringo, più noto come Mike (Vicenza, 24 giugno 1963 – Durham, 12 agosto 2007), è stato un fumettista statunitense di origine italiana. Firmava spesso i suoi disegni "Ringo!".

## Biografia
Wieringo nacque a Vicenza e crebbe negli Stati Uniti d'America, a Lynchburg (Virginia).
Ai tempi dei suoi esordi come disegnatore di fumetti, Wieringo ha lavorato con lo scrittore Mark Waid su The Flash della DC Comics; successivamente su Robin, sempre per la DC, con lo scrittore Chuck Dixon, e su Rogue per la Marvel Comics. In seguito divenne il disegnatore titolare della collana dedicata all'Uomo Ragno dal titolo The Sensational Spider-Man, in coppia con lo scrittore Todd DeZago.
Dopo Spider-Man, il lavoro successivo di Wieringo fu Tellos per la Image Comics, sempre con Todd DeZago. Ritornò alla DC sulla collana Adventures of Superman (numeri 592–600, luglio 2001 – marzo 2002), con Joe Casey e poi si unì nuovamente a Waid per un lungo ciclo di racconti dei Fantastici Quattro.
I suoi ultimi lavori furono gli episodi iniziali della collana Friendly Neighborhood Spider-Man, con Peter David, e la miniserie Spider-Man and the Fantastic Four, con lo scrittore Jeff Parker, dell'aprile 2007. È morto prematuramente, all'età di 44 anni, il 12 agosto 2007.